# Bjørnar Holmvik
Bjørnar Pettersen Holmvik (Oslo, 2 giugno 1985) è un calciatore, giocatore di calcio a 5 e allenatore di calcio norvegese, difensore del Sørmarkå e allenatore dello Staal.

## Carriera

### Giocatore

#### Club
Dopo aver iniziato a giocare a calcio a livello giovanile nel Grei, ha esordito da professionista nello Stabæk, nel campionato 2004. In quella stagione, però, lo Stabæk è retrocesso in 1. divisjon. È stato promosso l'anno successivo, con Holmvik che ha giocato 29 partite e ha messo a segno 2 reti. Negli anni successivi, contemporaneamente alla crescita della squadra, ha trovato meno spazio: dopo la vittoria del campionato 2008, ha lasciato lo Stabæk per passare al Brann.
Ha debuttato con la nuova squadra il 16 marzo 2009, nella sconfitta per 3-1 in casa del Sandefjord. Dopo il trasferimento a Bergen, ha cominciato a giocare anche a calcio a 5, per il Fyllingsdalen.
Il 23 gennaio 2012 ha firmato un contratto biennale con il Sandnes Ulf, dopo essersi svincolato dal Brann. Ha esordito in squadra il 17 marzo, nella sconfitta per 2-0 in casa dello Strømsgodset.
Il 27 luglio 2013, ha firmato un contratto annuale con gli svedesi del Kalmar, andando a sostituire il connazionale Jørgen Skjelvik, precedentemente accasatosi al Rosenborg.
Il 31 marzo 2014 è tornato in Norvegia per militare nelle file del Fredrikstad. Ha debuttato con questa maglia il 6 aprile, schierato titolare nella sconfitta interna per 0-2 contro il Tromsø. Il 21 aprile ha siglato la prima rete, in occasione della vittoria per 2-1 sull'Hødd. Ha contribuito a far raggiungere alla sua squadra un posto valido per le qualificazioni all'Eliteserien, in cui è stata eliminata dal Mjøndalen. Ha chiuso la stagione 30 presenze e una rete tra tutte le competizioni.
Il 30 dicembre 2014 ha accettato un contratto biennale offertogli dal Bryne, valido a partire dal 1º gennaio 2015. Ha scelto di vestire la maglia numero 8. Ha esordito in squadra in data 6 aprile, schierato titolare nella vittoria casalinga per 2-1 sul Nest-Sotra. Il 30 aprile ha segnato la prima rete con questa maglia, nel pareggio per 2-2 maturato sul campo dello Strømmen. Holmvik ha chiuso la stagione con 30 presenze e 2 reti tra campionato e coppa, con il Bryne che si è classificato al 10º posto finale.
Il 29 dicembre 2015, Holmvik ha firmato un rinnovo contrattuale con il Bryne, legandosi al club per le successive tre stagioni. Al termine della 30ª ed ultima giornata del campionato 2016, il Bryne è retrocesso in 2. divisjon in virtù del 13º posto finale in classifica. Holmvik ha lasciato il club dopo questo risultato.
Il 31 marzo 2017, Holmvik è stato ufficialmente ingaggiato dal Vidar, in 2. divisjon.
Il 27 luglio 2018 ha fatto ritorno al Sandnes Ulf, legandosi con un contratto valido fino al termine della stagione.

### Allenatore
Al termine della stagione 2019, in vista del campionato 2020 è stato nominato nuovo allenatore-giocatore del Vidar.

#### Nazionale
Holmvik ha totalizzato 3 presenze con la maglia della Norvegia under 21. L'esordio è arrivato il 25 gennaio 2006, nella partita contro la Turchia under 21 e conclusasi 1-1. L'ultima gara è stata datata 6 settembre dello stesso anno, nell'incontro con la Bosnia ed Erzegovina under 21, anch'esso terminato 1-1.

## Statistiche

### Presenze e reti nei club
Statistiche aggiornate al 18 luglio 2020.
| Stagione           | Club               | Campionato         | Campionato | Campionato | Coppe nazionali | Coppe nazionali | Coppe nazionali | Coppe continentali | Coppe continentali | Coppe continentali | Supercoppe | Supercoppe | Supercoppe | Totale | Totale |
| Stagione           | Club               | Comp               | Pres       | Reti       | Comp            | Pres            | Reti            | Comp               | Pres               | Reti               | Comp       | Pres       | Reti       | Pres   | Reti   |
| ------------------ | ------------------ | ------------------ | ---------- | ---------- | --------------- | --------------- | --------------- | ------------------ | ------------------ | ------------------ | ---------- | ---------- | ---------- | ------ | ------ |
| 2003               | Stabæk             | ES                 | 0          | 0          | CN              | 0               | 0               | -                  | -                  | -                  | -          | -          | -          | 0      | 0      |
| 2004               | Stabæk             | ES                 | 1          | 0          | CN              | 0               | 0               | CU                 | 1                  | 0                  | -          | -          | -          | 2      | 0      |
| 2005               | Stabæk             | 1D                 | 29         | 2          | CN              | 5               | 0               | -                  | -                  | -                  | -          | -          | -          | 34     | 2      |
| 2006               | Stabæk             | ES                 | 21         | 1          | CN              | 3               | 0               | -                  | -                  | -                  | -          | -          | -          | 24     | 1      |
| 2007               | Stabæk             | ES                 | 21         | 0          | CN              | 6               | 0               | -                  | -                  | -                  | -          | -          | -          | 27     | 0      |
| 2008               | Stabæk             | ES                 | 19         | 0          | CN              | 5               | 0               | CU                 | 2                  | 0                  | -          | -          | -          | 26     | 0      |
| Totale Stabæk      | Totale Stabæk      | Totale Stabæk      | 91         | 3          |                 | 19              | 0               |                    | 3                  | 0                  |            | -          | -          | 113    | 3      |
| 2009               | Brann              | ES                 | 22         | 0          | CN              | 4               | 1               | -                  | -                  | -                  | -          | -          | -          | 26     | 1      |
| 2010               | Brann              | ES                 | 14         | 0          | CN              | 2               | 0               | -                  | -                  | -                  | -          | -          | -          | 16     | 0      |
| 2011               | Brann              | ES                 | 21         | 1          | CN              | 7               | 0               | -                  | -                  | -                  | -          | -          | -          | 28     | 1      |
| Totale Brann       | Totale Brann       | Totale Brann       | 57         | 1          |                 | 13              | 1               |                    | -                  | -                  |            | -          | -          | 70     | 2      |
| 2012               | Sandnes Ulf        | ES                 | 21+2       | 0+1        | CN              | 0               | 0               | -                  | -                  | -                  | -          | -          | -          | 23     | 1      |
| gen.-lug. 2013     | Sandnes Ulf        | ES                 | 15         | 1          | CN              | 0               | 0               | -                  | -                  | -                  | -          | -          | -          | 15     | 1      |
| lug.-dic. 2013     | Kalmar             | A                  | 11         | 1          | CS              | 1               | 0               | -                  | -                  | -                  | -          | -          | -          | 12     | 1      |
| 2014               | Fredrikstad        | 1D                 | 27+1       | 1+0        | CN              | 2               | 0               | -                  | -                  | -                  | -          | -          | -          | 30     | 1      |
| 2015               | Bryne              | 1D                 | 28         | 2          | CN              | 2               | 0               | -                  | -                  | -                  | -          | -          | -          | 30     | 2      |
| 2016               | Bryne              | 1D                 | 28         | 1          | CN              | 2               | 1               | -                  | -                  | -                  | -          | -          | -          | 30     | 2      |
| Totale Bryne       | Totale Bryne       | Totale Bryne       | 56         | 3          |                 | 4               | 1               |                    | -                  | -                  |            | -          | -          | 60     | 4      |
| 2017               | Vidar              | 2D                 | 24         | 1          | CN              | 1               | 0               | -                  | -                  | -                  | -          | -          | -          | 25     | 1      |
| gen.-lug. 2018     | Vidar              | 2D                 | 10         | 0          | CN              | 1               | 0               | -                  | -                  | -                  | -          | -          | -          | 11     | 0      |
| Totale Vidar       | Totale Vidar       | Totale Vidar       | 34         | 1          |                 | 2               | 0               |                    | -                  | -                  |            | -          | -          | 36     | 1      |
| lug.-dic. 2018     | Sandnes Ulf        | 1D                 | 11         | 2          | CN              | -               | -               | -                  | -                  | -                  | -          | -          | -          | 11     | 2      |
| 2019               | Sandnes Ulf        | 1D                 | 21         | 1          | CN              | 2               | 1               | -                  | -                  | -                  | -          | -          | -          | 23     | 2      |
| Totale Sandnes Ulf | Totale Sandnes Ulf | Totale Sandnes Ulf | 68+2       | 4+1        |                 | 2               | 1               |                    | -                  | -                  |            | -          | -          | 72     | 6      |
| Totale             | Totale             | Totale             | 334+3      | 13+1       |                 | 42              | 3               |                    | 3                  | 0                  |            | -          | -          | 382    | 18     |

## Palmarès
- Campionato norvegese: 1

Stabæk: 2008